# Opsidia intonsa
Opsidia intonsa är en tvåvingeart som beskrevs av Aldrich 1928. Opsidia intonsa ingår i släktet Opsidia och familjen köttflugor. Inga underarter finns listade i Catalogue of Life.